# Jean Regnard Burand
Jean Regnard Burand (ou Johann Reinhardt Borand, ou Boran) est un orfèvre actif à Strasbourg au XVIIIe siècle.

## Biographie
Né en 1750, fils de Philipp Jacob Boran, diacre à l'église Saint-Guillaume de Strasbourg, il est d'abord apprenti chez Johann Ulrich Mands (maître en 1740), puis protégé par Jean Frédéric Buttner.
Il est reçu maître vers 1775.

## Œuvre

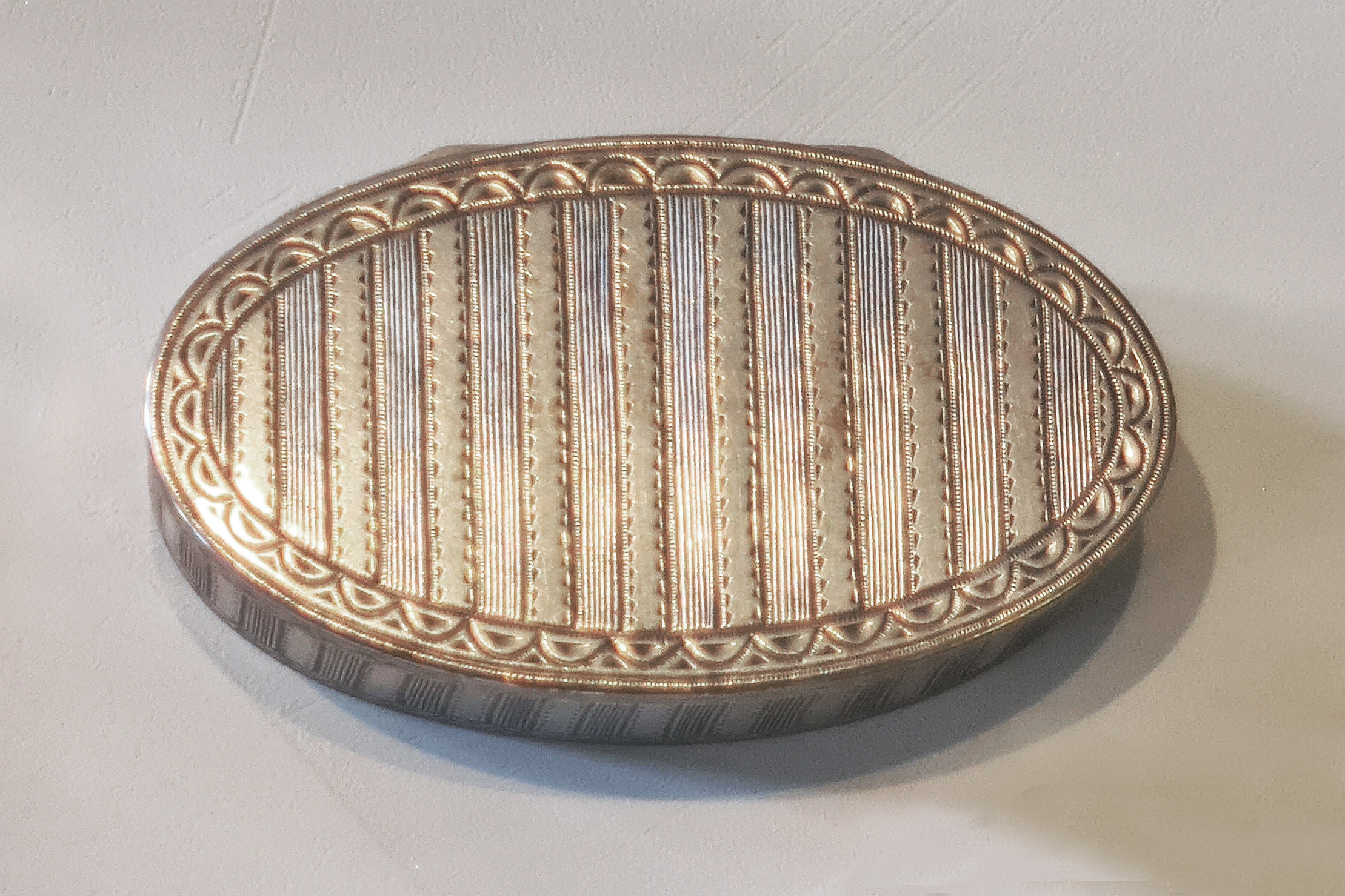
Tabatière en argent doré.

Jean Regnard Burand est spécialisé en tabatières.
Le musée des Arts décoratifs de Strasbourg détient de lui une tabatière en argent doré de 1789. De forme ovale avec couvercle à charnière, elle est dotée sur toutes ses faces d'un décor gravé et ciselé, qui reproduit un motif de rayures évoquant un tissu. Les soieries à rayures sont alors très prisées, tant dans le vêtement féminin et masculin que dans le tissu d'ameublement .